# نیتروی
نیتروی (به پرتغالی: Niterói) یک شهر در برزیل است که در ایالت ریودو ژانیرو واقع شده‌است.

## خصوصیات
نیتروی ۱۲۹٫۳۸ کیلومترمربع مساحت و ۴۸۷٬۳۲۷ نفر جمعیت دارد.

## خواهرخوانده
شهرهای ریودو ژانیرو و آناپولیس خواهرخوانده‌های نیتروی هستند.

## نگارخانه

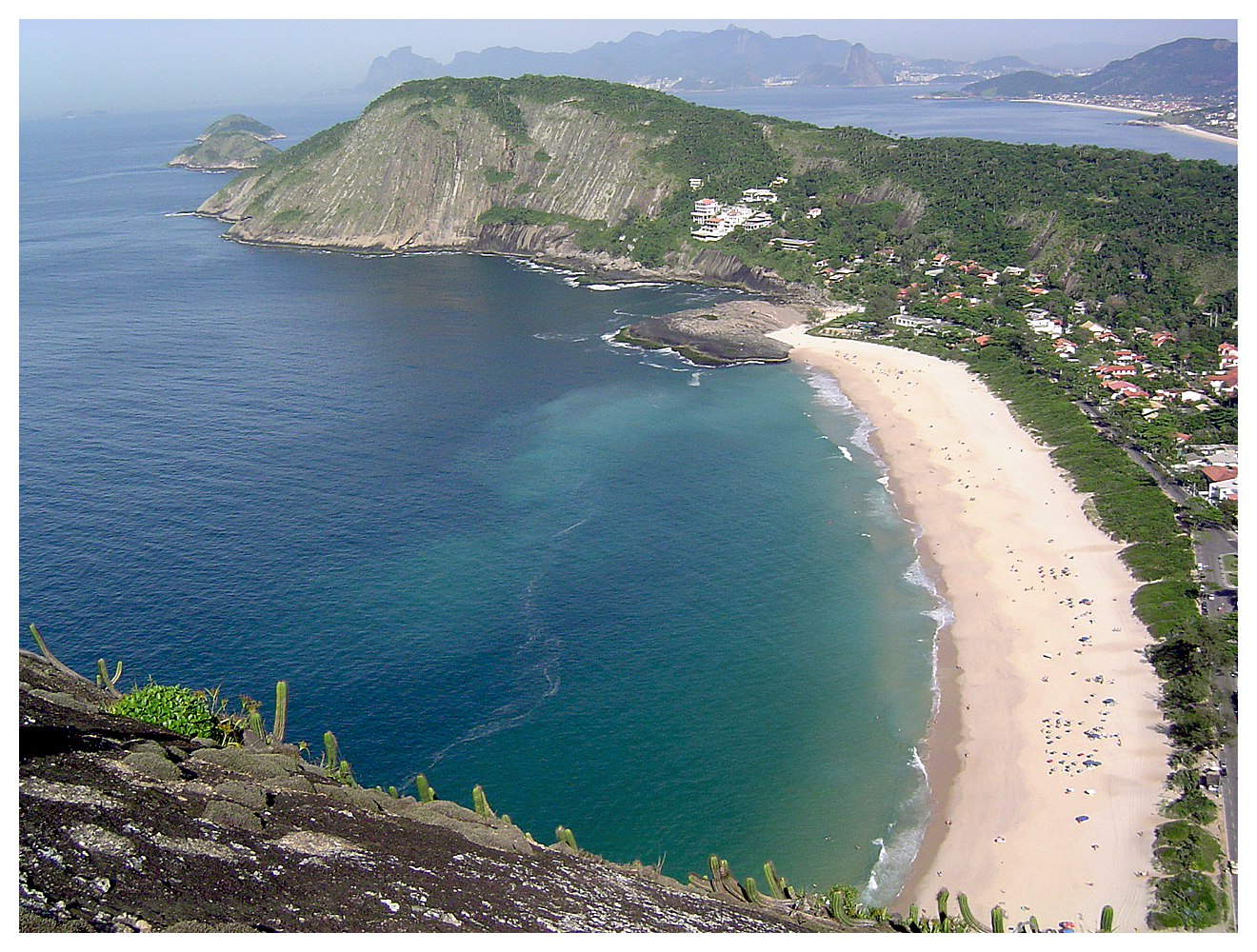
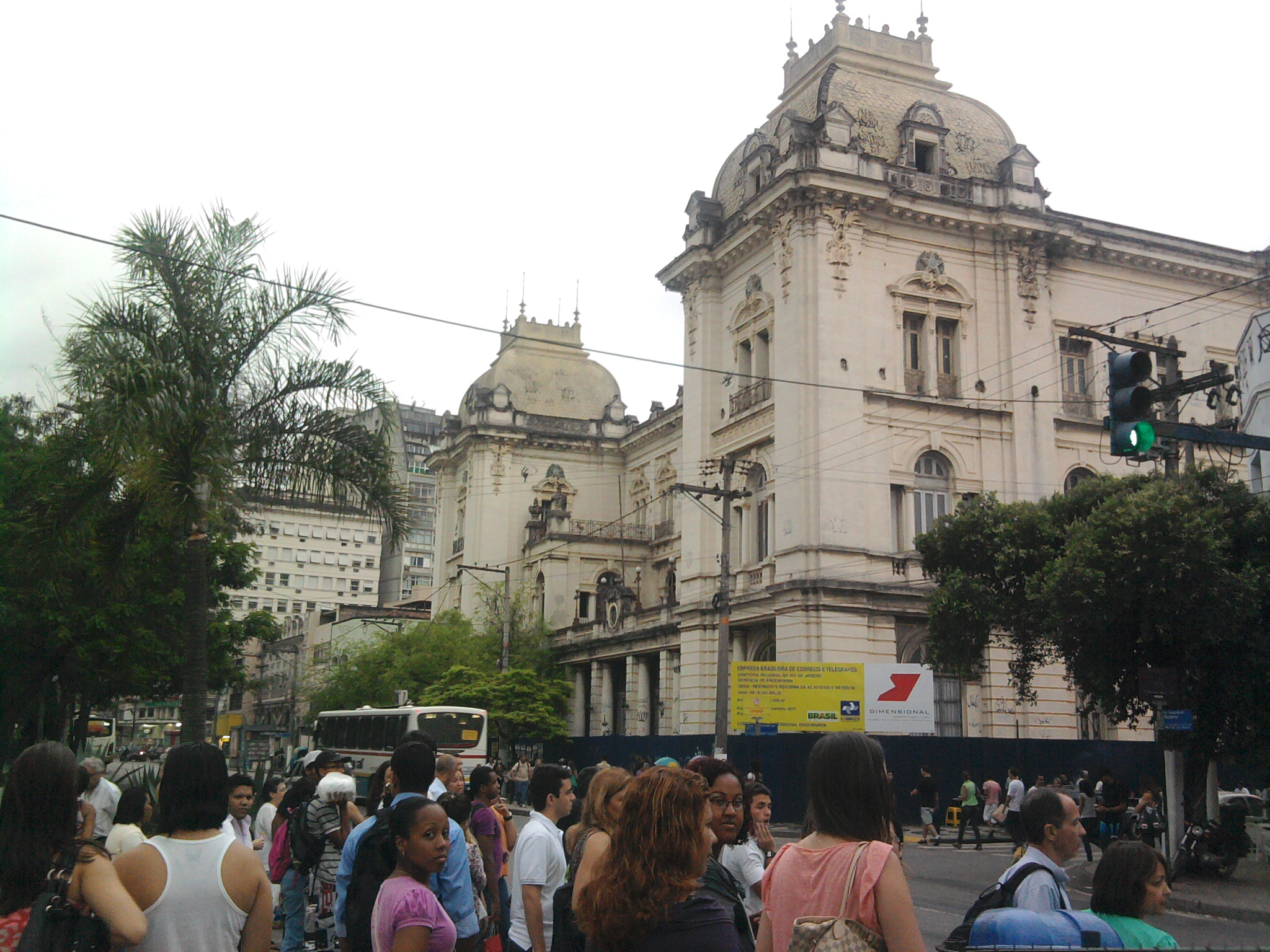
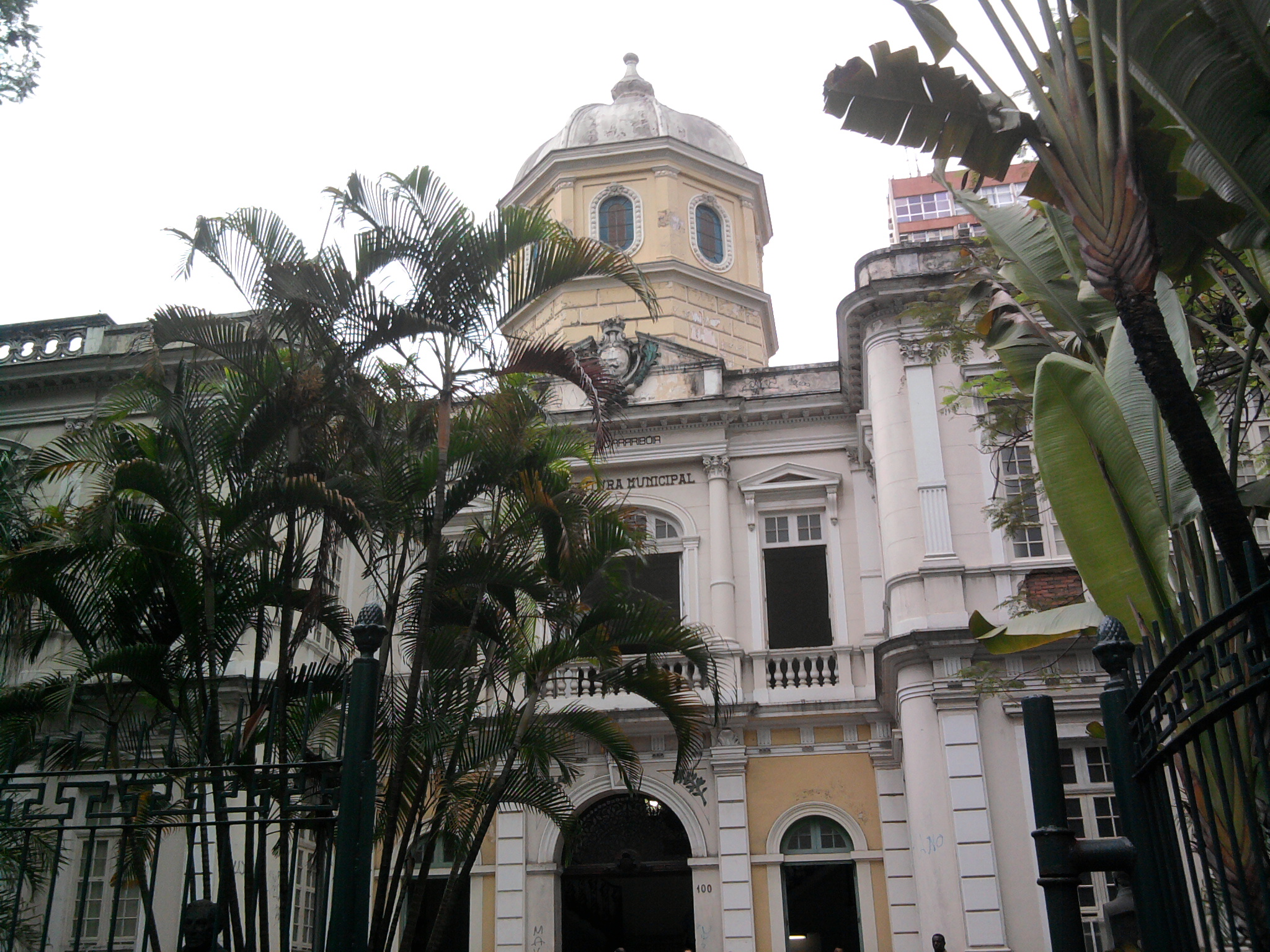
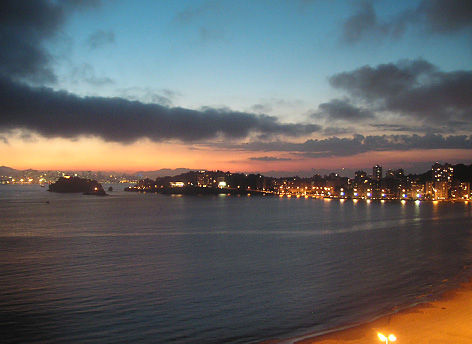
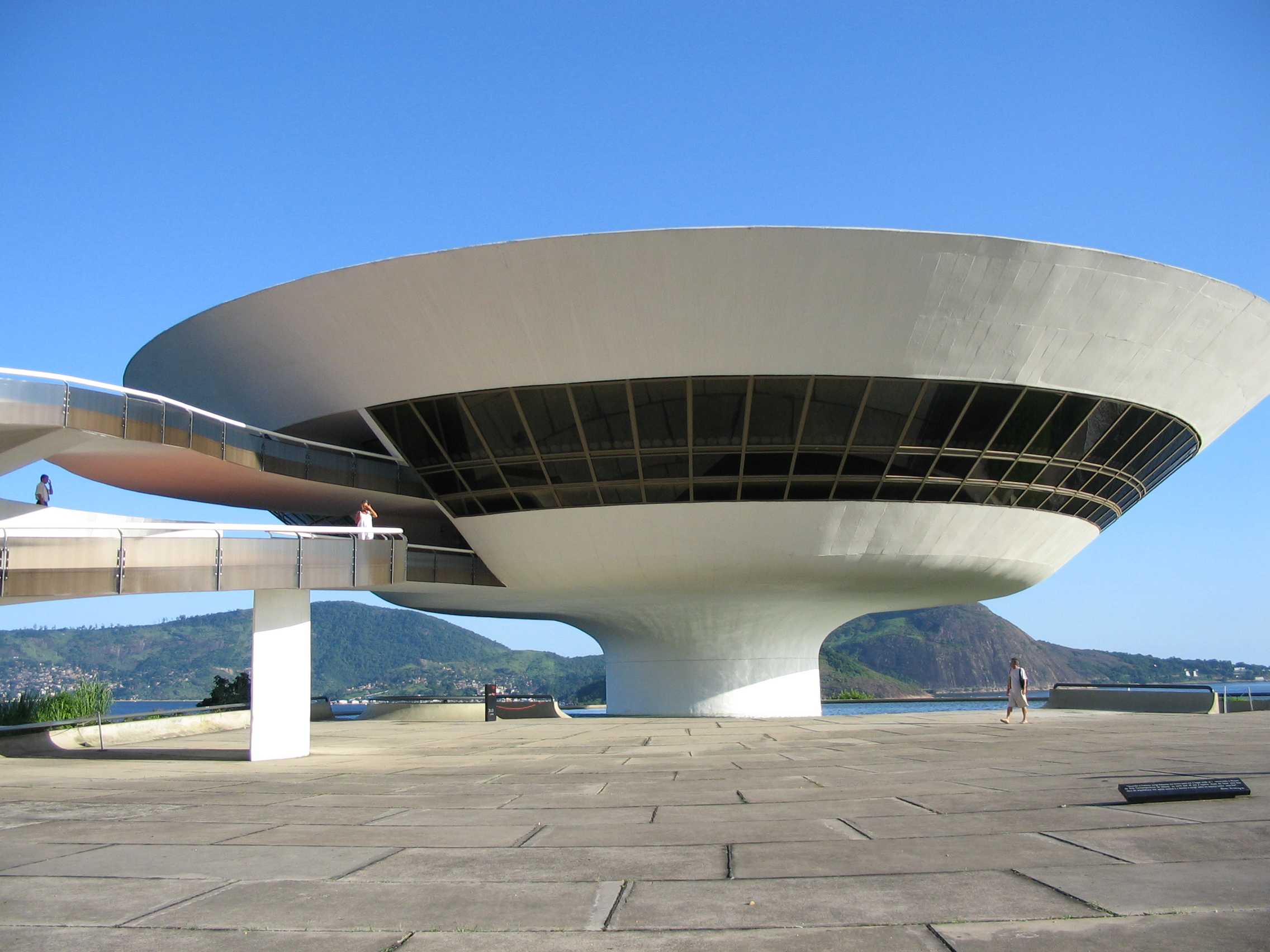
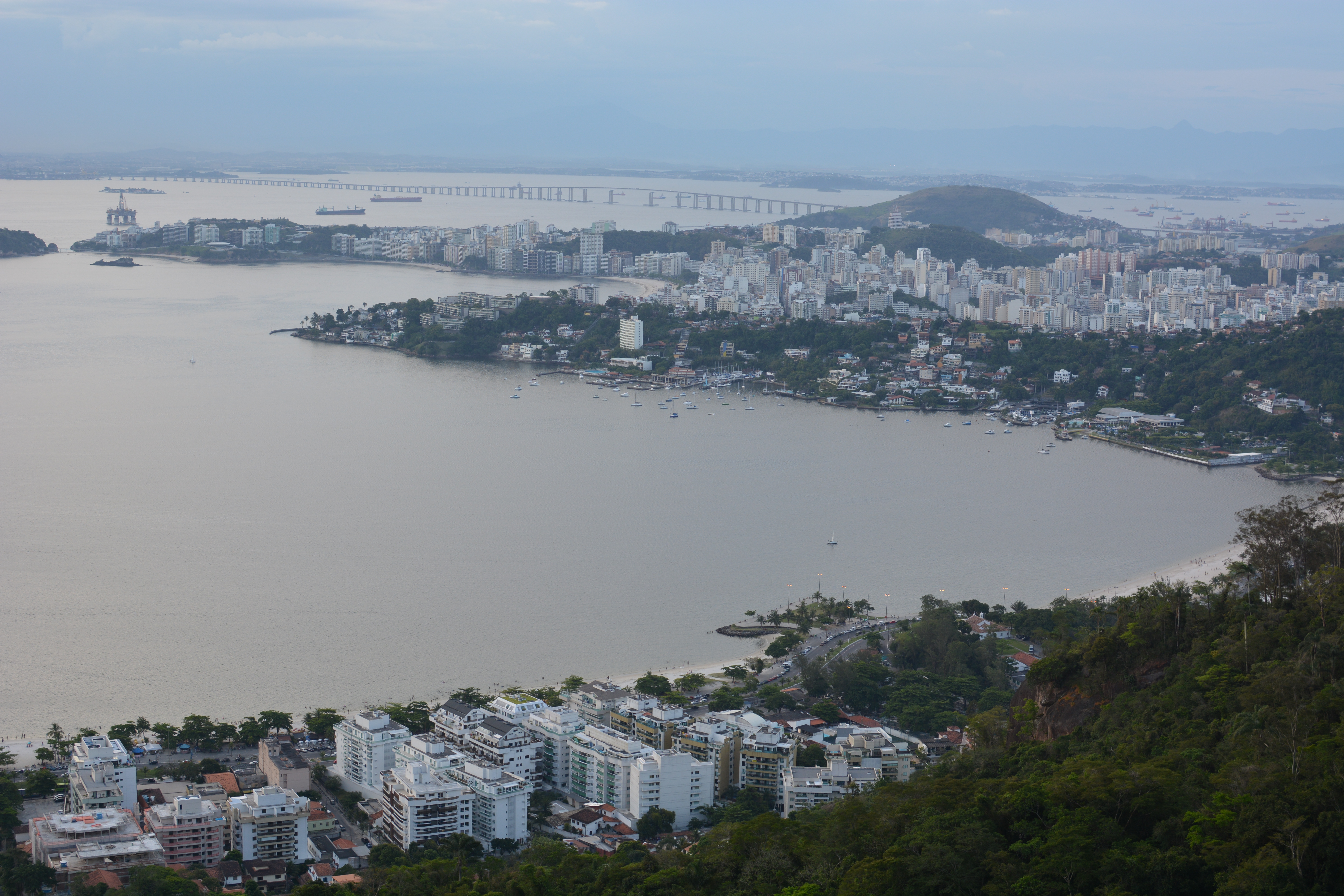
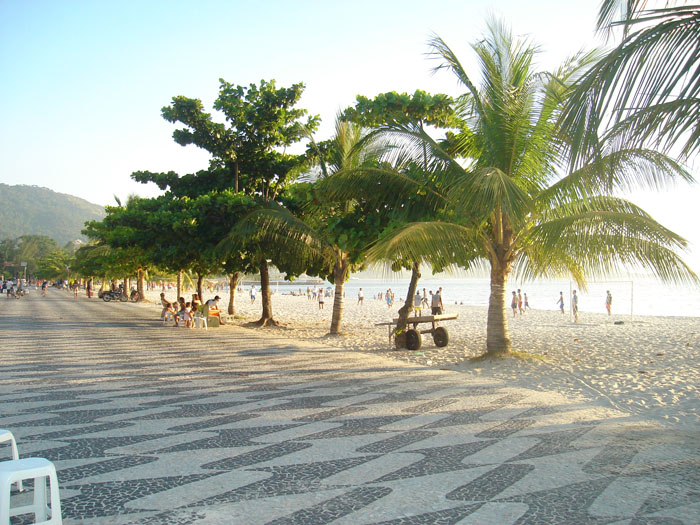
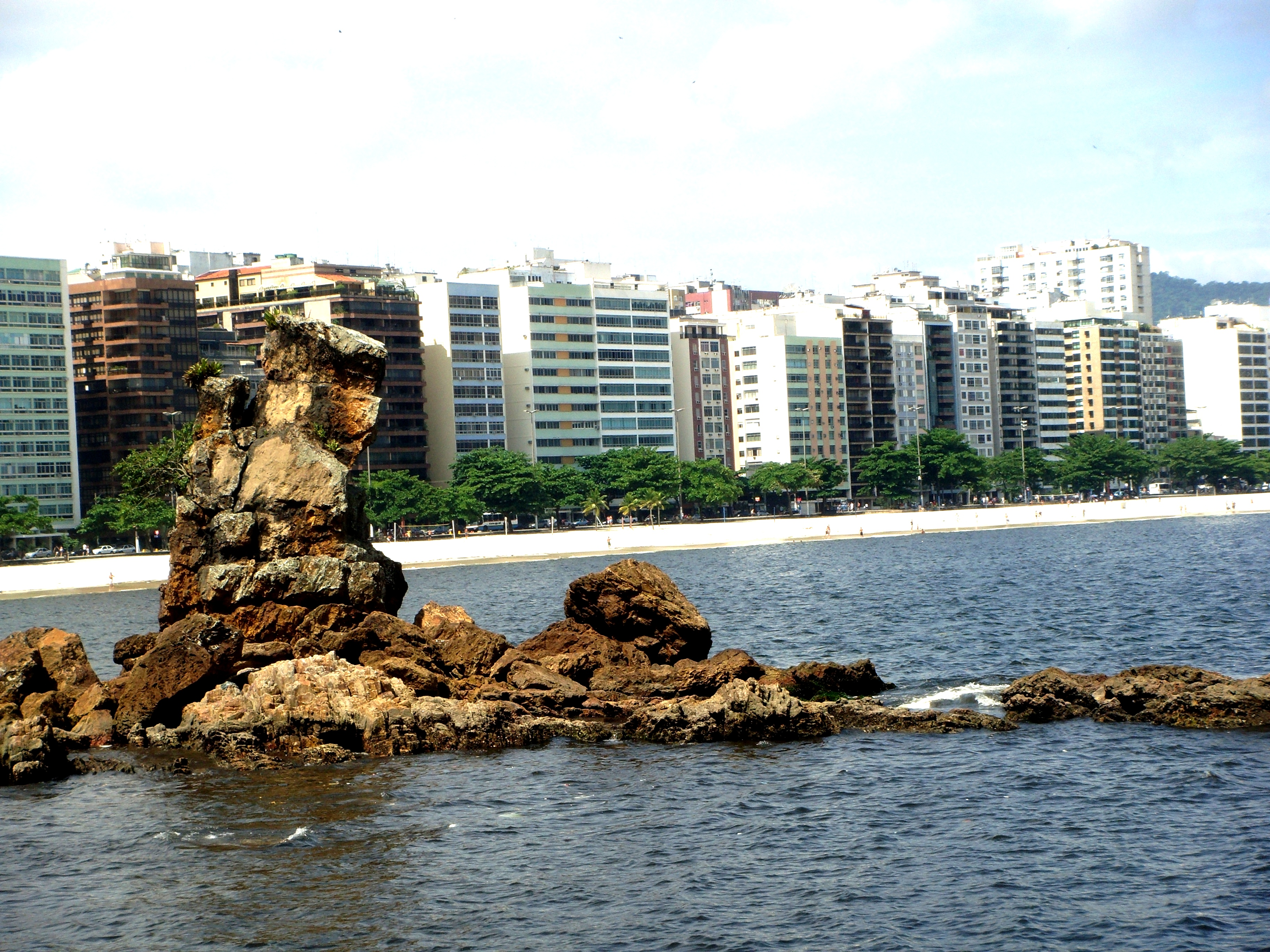
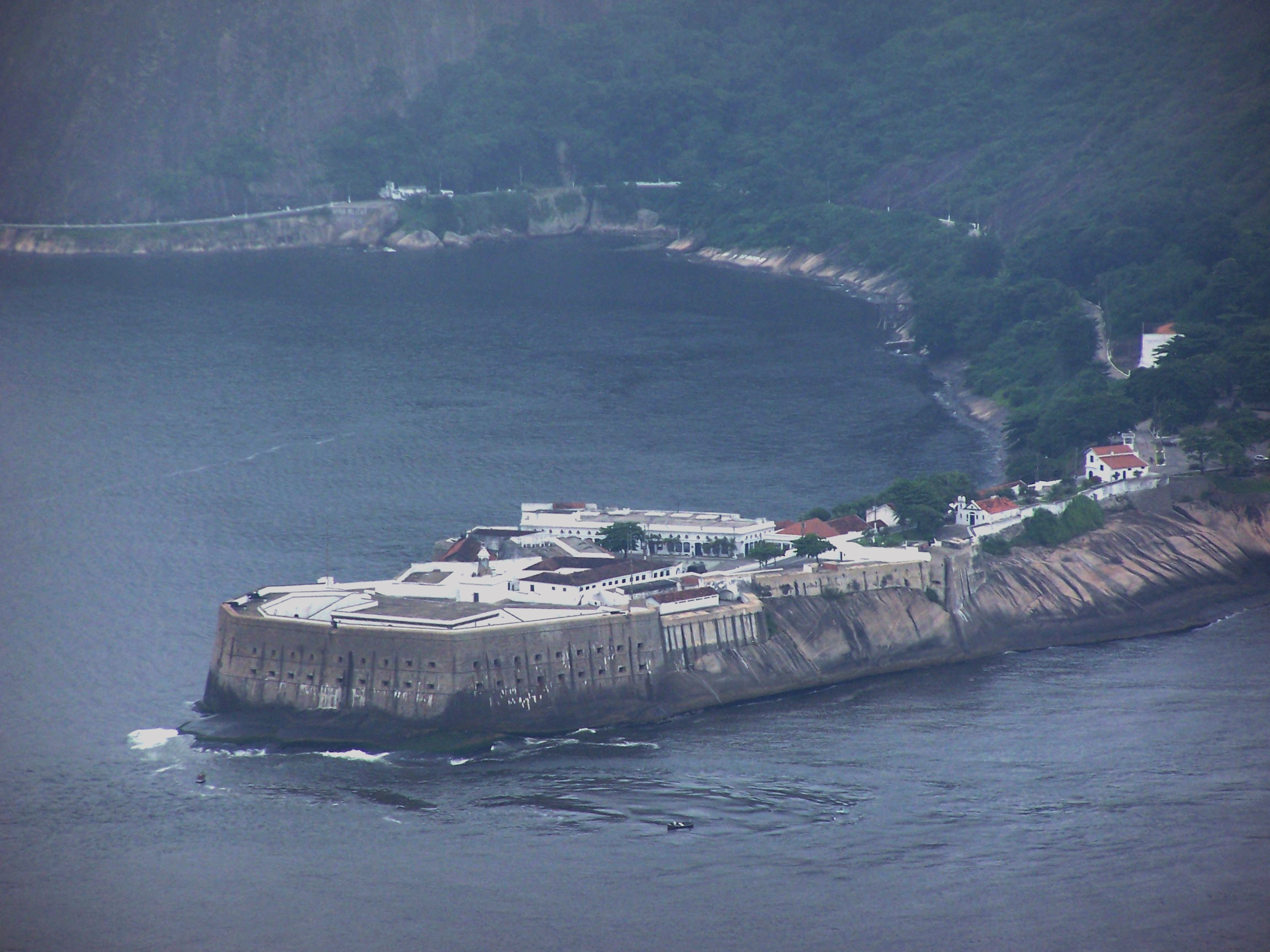
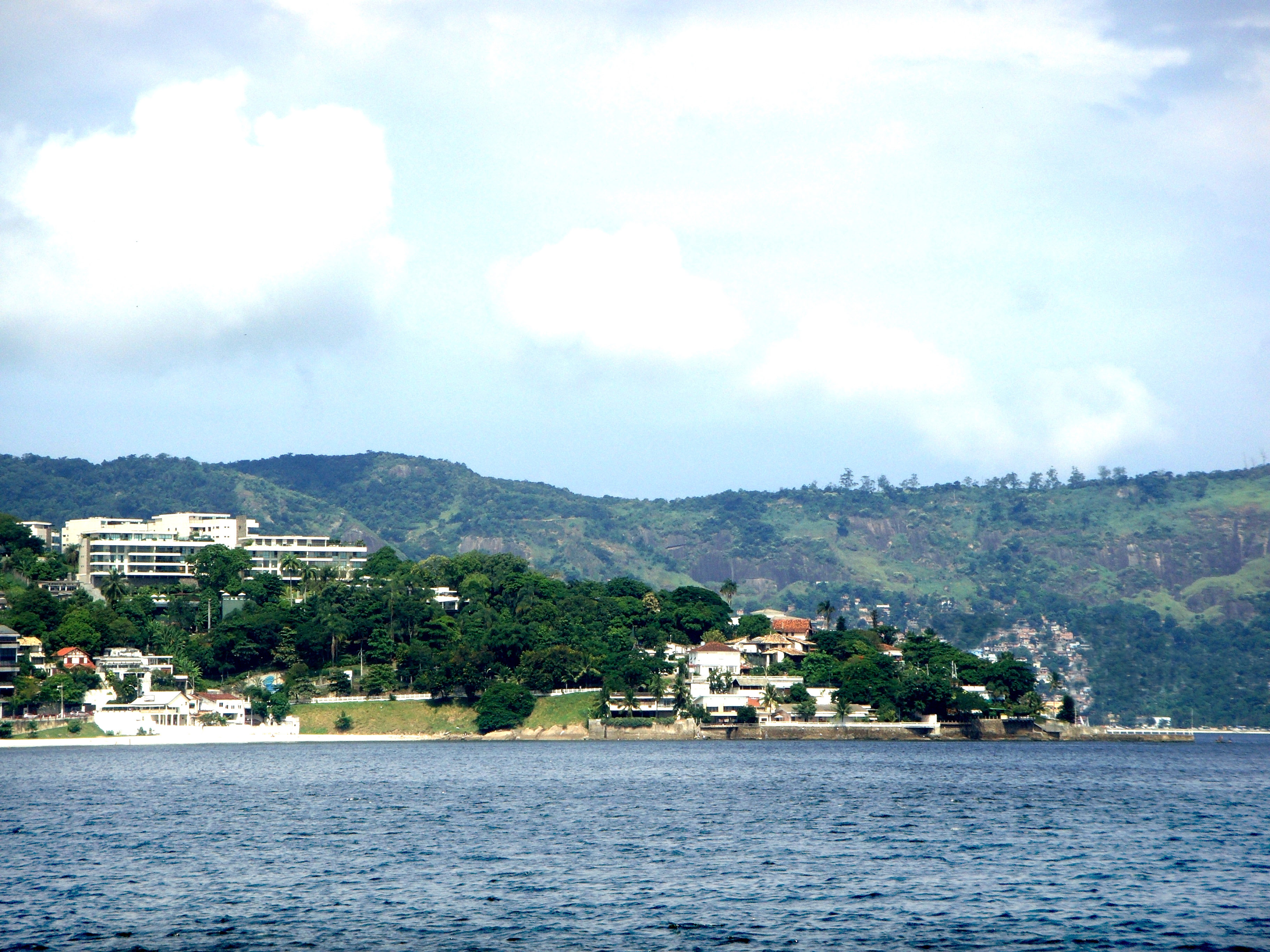